# YS (Jamaica)
YS is een plaats in de parish Saint Elizabeth in het zuidwesten van Jamaica langs de weg van Montego Bay via Cambridge naar Black River en Mandeville. YS is de kortste plaatsnaam op het eiland. 
YS was oorspronkelijk een suikerrietplantage (YS Estate). In de jaren 60 van de twintigste eeuw zijn de eigenaren geleidelijk met suikerriet gestopt en hebben ze zich toegelegd op het houden van paarden en runderen. Tot in de negentiende eeuw werd hier in de heuvels hout gekapt voor export naar Europa. YS is op Jamaica bekend om zijn watervallen (Y.S. Falls) in de YS River.